# Боголюбово (Петровский район)
Боголюбово — деревня в Петровском районе Тамбовской области России. Входит в состав Первомайского сельсовета.

## География
Деревня находится в западной части Тамбовской области, в лесостепной зоне, в пределах Окско-Донской низменной равнины, на расстоянии примерно 44 километров (по прямой) к юго-востоку от села Петровского, административного центра района. Абсолютная высота — 156 метров над уровнем моря.

### Климат
Климат умеренно континентальный, относительно сухой, с холодной продолжительной зимой и тёплым летом. Средняя температура воздуха самого холодного месяца (января) — −11,5 — −10,5 °C (абсолютный минимум — −39 °C); самого тёплого месяца (июля) — 19,5 — 20,5 °C (абсолютный максимум — 40 °С). Период с положительной температурой выше 10 °C длится 141—154 дня. Среднегодовое количество атмосферных осадков варьирует в пределах от 400 до 650 мм. Продолжительность залегания снежного покрова составляет в среднем 135 дней.

### Часовой пояс
Деревня Боголюбово, как и вся Тамбовская область, находится в часовой зоне МСК (московское время). Смещение применяемого времени относительно UTC составляет +3:00.

## Население
| 2010 |
| ---- |
| 0    |

### Национальный состав
Согласно результатам переписи 2002 года, в национальной структуре населения русские составляли 100 % из 12 чел.